# Pueblo beni Hassan
Los hasaníes, también conocidos como banū Hassan, beni Ahsan, beni Hssen o beni Hassan (en árabe: بني حسن «hijos de Hássan») fueron un grupo beduino originario de los pueblos maqil provenientes del Yemen. Emigraron al noroeste de África en la Edad Media (siglo XI) como parte de la diáspora árabe peninsular que entró a Egipto por el istmo de Suez. Bajo las órdenes de los fatimíes guerrearon y conquistaron territorios integrándose a las poblaciones subsaharianas y bereberes que poblaban el desierto del Sahara. En el siglo XIII ocuparon territorios sanhaya en el suroeste del Sahara. Sus descendientes se integraron y forman parte de los actuales estados de Marruecos, Mauritania, Sahara Occidental, Argelia, Malí, Níger y Senegal. El idioma y la cultura hasaní que abarca más de seis millones de personas, deben su nombre y expansión en el Magreb a los beni Hassan.
Su tradición afirma que eran descendientes de Hasan ibn Ali, hijo de Ali Ibn Abi Talib, yerno de Mahoma y relevante figura del chiismo, aunque los Beni Hassan son sunnítas. La nación saharawi incluye a los beni Hassan como parte de sus pueblos fundadores y al idioma hasaní como parte de su identidad nacional. Por otra parte, en Asia habita el grupo étnico bennin Hassan que a finales del siglo XX llegó a representar el 10 % de la población de Jordania.

## Historia

Región hasaní

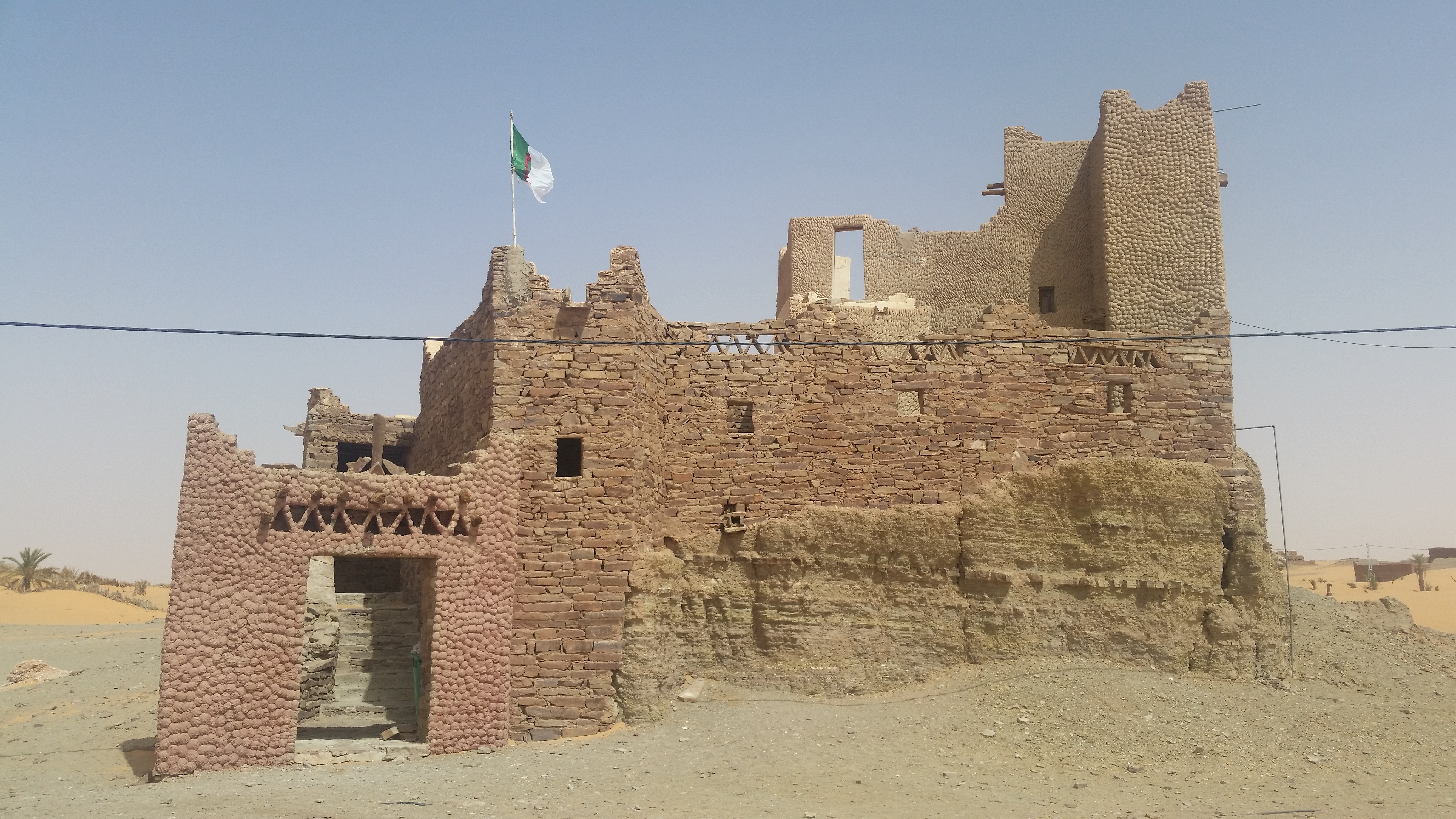
Ruinas de Tuat

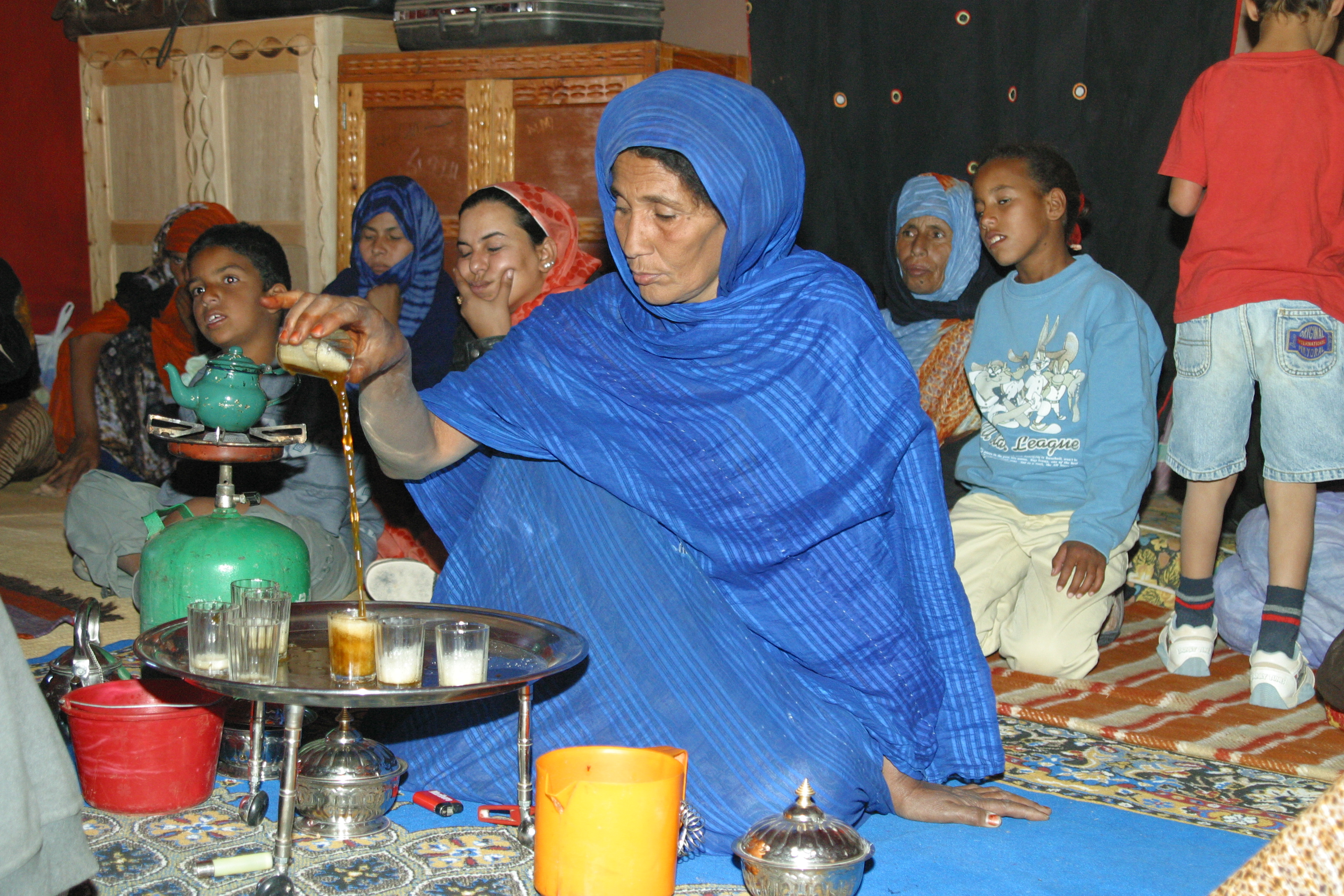
Té saharaui

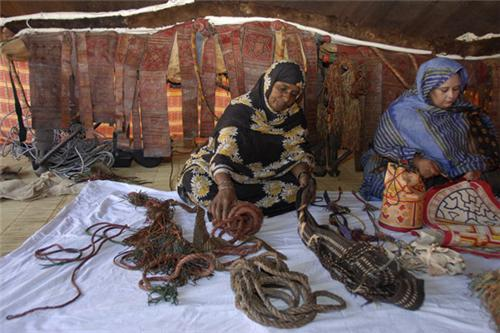
Artesanías del desierto

Diversas fuentes señalan a la comunidad maqil como el tronco étnico del que se formó el grupo beni Hassan. Se los sitúa en territorio africano en el siglo XI, junto con otras etnias beduinas islamizadas como los banu Hilal y los banu Sulaym, con los que compartían gran destreza como guerreros y una capacidad destructora de las naciones a las que atacaban solo comparable a la atribuida a los guerreros mogoles siglos después. Los guerreros maqil llegaron al norte de África junto con sus familias lo que explica el amplio espacio geográfico donde fueron surgiendo poblaciones con culturas híbridas  entre hasaníes con pueblos nativos del Magreb.
En el siglo XIII ocuparon el sur de Argelia y dominaron los oasis de Tuat y Gourara. Para algunos autores a esta altura el grupo maqil ya se había desintegrado en distintas poblaciones del Magreb y habían dado origen a los beni Hassan junto con otros grupos emparentados como los mactar y los hutmet, también beduinos maqil.
Los beni Hassan siguieron su expansión hacia el suroeste y ocuparon tierras sanhaya tras enfrentar a esta comunidad bereber confederada con los lamtuna, masmuda, djuddala, gazula, banu Warith, lamta y tarka o tuareg en el grupo conocido como Baranis en el Sahara Occidental. Los sanhaya, pastores ganaderos debieron por mucho tiempo pagar tributo a los invasores hasaníes. La invasión fue rápida y efectiva ya que permitió sobre el  año1250, a finales de la dinastía almohade, dominar también los valles de los ríos Muluya, Draa y Sous, así como la región del oasis de Tafilálet.
Las crónicas históricas informan que estas comunidades hasaníes se enriquecían con el cobro de peajes a caravanas comerciales y la extorsión a las familias y pueblos agricultores y pastores asentados en los oasis. Se los acusa de someter a estos territorios a dos siglos de saqueos y guerras intermitentes. Pero al mismo tiempo señalan que sus familias se asentaron e integraron con los mismos pueblos a los que atacaban y sometían. El episodio que describe mejor este ciclo de guerras e integración entre beligerantes fue la que mantuvieron con los sanhaya (Guerra de Char Bouba, 1644-1674), que tras décadas de enfrentamientos terminaron arabizando completamente a la población amazigh nativa, destruyendo su idioma y su cultura y dando origen al contemporáneo pueblo saharawi.
Derrotados y expulsados del Souss, al que buscaban asaltar y someter, el grupo maqil o hasaní entra al Sahara Occidental. No se conoce con exactitud su número, algunas crónicas señalan doscientos, pero no hay certeza si refieren a personas o a tiendas con sus respectivas familias.
A mediados del siglo XV los beni Hassan controlaban buena parte de los oasis y la región sahariana occidental. Cruzaron el Atlas aprovechando el debilitamiento del sultanato benimerín sobre el año 1460 y a principios del siglo XVI dominaban la región del Haouz de Marrakech. Al mismo tiempo, una parte del beni Hassan se dirigió a Mauritania, donde el árabe coloquial todavía se conoce como hasaniya. Otros grupos emigraron hacia el norte a través del Tafilálet hasta Fez y luego por los ríos Sebú y Bu Regreg, donde algunos se establecieron al sur de Rabat. Inicialmente, los hasaníes estaban representados en el Haouz de Marrakech por los rehamna (alraHâmina), que fueron traídos al norte en parte para responder a las necesidades militares del sultanato saadí  a principios del siglo XVI. Dos de las comunidades hasaníes prominentes durante el último período alauita son los jaysh al-udâya y los shabbânât. Los primeros fueron invitados al Magreb central por el sultán Ismaíl de Marruecos (1672-1727), mientras que los segundos controlaban Marrakech cuando llegó el mulay Al-Rashîd (c. 1664) para conquistarla.
En 1674 vencieron a los bereberes marabuts y tras conseguir la hegemonía política y militar en la zona fundaron los emiratos de Trarza, Brakna, Tagant, Adrar y Hod. Siguiendo la tradición preislámica de guerras tribales entre clanes de la península arábiga, los nuevos reinos hasaníes entraron en guerra entre ellos de forma reiterada. Los marabuts eran bereberes que seguían la doctrina islámica de Nasir-al Din impuesta en Senengal a mediados del siglo XVII. Esta corriente que buscaba la regeneración de los bereberes a un islam más ortodoxo, se hizo eco en estas comunidades instaladas en los valles de Senegal que venían de perder sus territorios y el poder económico del que gozaban.
A lo largo del siglo XVIII hostilizaron a los wolof de Senegal. Durante todo este período extendieron su lengua y cultura por toda la zona desértica del Sahara occidental.
En el siglo XIX protagonizaron la consolidación del proceso de arabización cultural y lingüística de Mauritania.  Las fuentes históricas señalan que junto con moriscos llegados de Al-Andaluz comenzaron a incrementar su influencia en el territorio desde comienzos del siglo XVI. A finales del siglo XIX, el idioma bereber zenaga había cedido como lengua mayoritaria ante el hassaniya, y las genealogías árabes patrilineales habían suplantado en gran medida a las genealogías bereberes matrilineales más antiguas como base para construir la identidad social. La sociedad mauritana  entró al siglo XX con una estratificación social rígida dominada por estos guerreros del beni Hassan y clérigos bereberes conocidos como Zawaya.

## Etnografía

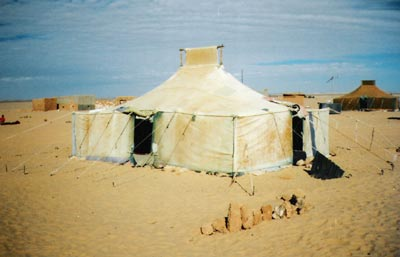
Jaima del desierto

De origen beduino árabe, los hasaníes fueron un grupo formado en el seno de las comunidades maqil o mahcil que entraron y expandieron por territorios del norte de África entre los siglos XIII y XIV.  De su integración con etnias bereberes y subsaharianas, los beni hassan  dieron lugar a comunidades (antiguamente llamadas tribus) como los deuihessen, deuimansor y deuihubeidulla.
Los deuihessen se instalaron en la zona comprendida entre Rabat y Mequinez, al noroeste de Marruecos. De pasado guerrero se convirtieron en agricultores con plantaciones de vides, olivares, cítricos y también ejercieron de pastores de rebaños. De su tronco étnico surgieron más comunidades o subgrupos conocidos con los nombres duleim, vodei, burbus, racmen y hamr.
Los deuimansor se mantuvieron en las zonas desérticas y mantuvieron una cultura ganadera. De su tronco étnico surgieron las comunidades o subgrupos conocidos como hemrun, menebbe, Hussein y abulhusein.
Los deuihubeidulla se instalaron mayoritariamente en el norte de la actual Argelia.  Comprenden a las comunidades garagi, gedegi, thleb y geohan. Son agricultores con plantaciones de vides y también ganaderos.
Las constantes fluctuaciones en las identidades étnicas y culturales de los pueblos del desierto llevan a algunos especialistas a considerar más útil estas distinciones de grupos etnográficos como principalmente lingüísticas.  Por ello muchos trabajos referidos a las mismas poblaciones cuando son tomados desde el punto de vista histórico o cultural reciben diferentes etnónimos: hassaniya, hasaníes, moros, maqil, sulaka, etc., según decisión del autor.

## Cultura

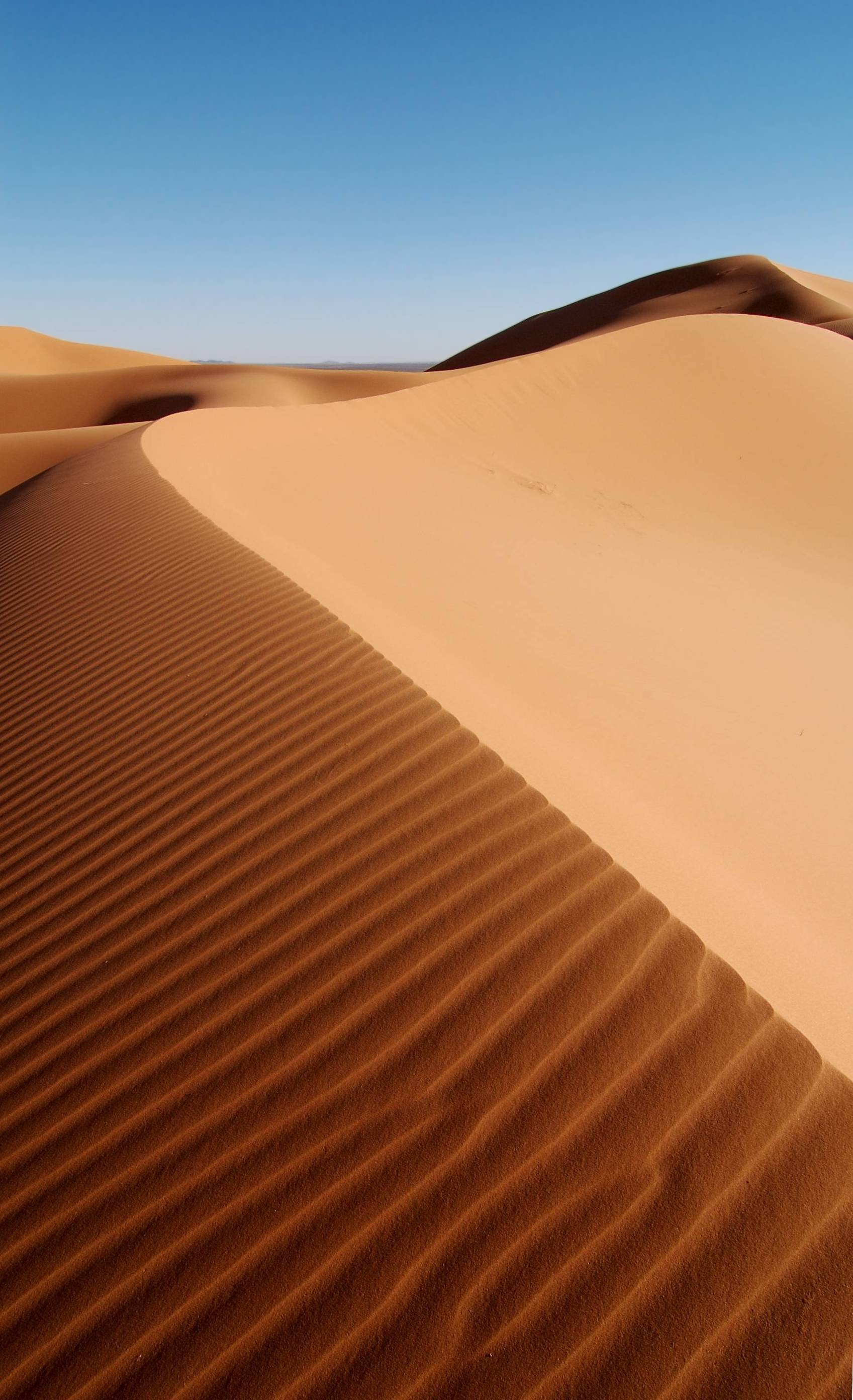
Paisaje dunar del desierto del Sahara en Marruecos

Para los países de habla árabe, las áreas culturales están definidas no solo por la geografía, sino también por los dialectos hablados. Las principales divisiones son: el Magreb (Marruecos, Argelia, Túnez y el oeste de Libia); el valle del Nilo (Egipto, Sudán y el este de Libia); el Levante o Gran Siria (Líbano, Siria, Jordania, Palestina y Sinaí); Irak; el Golfo Arábigo (Kuwait, este de Arabia Saudita, Baréin, Catar y los Emiratos Árabes Unidos; el Néyed (centro de Arabia Saudita); el Hiyaz (costa del Mar Rojo de Arabia Saudita); Yemen; Dhofar (incluye partes de Yemen y Omán) y Omán.
El Sáhara Occidental, Marruecos, Mauritania, el Azawad del noroeste de Malí y la parte occidental de la Argelia sahariana son la región de los beni Hassan que tienen un dialecto propio conocido como hasaní (hassanía, hassaniyya, hassaniya, hassaniyah); así como una cultura que incluye elementos de su tradición beduina. Recibieron el aporte étnico y cultural de los bereberes sanhaya con los que comparten tierras desde el siglo XIII, y la de los grandes reinos africanos de Ghana y Malí.  Se considera a la cultura hasaní como un verdadero puente entre los árabes y bereberes del norte de África y África occidental.